# Sergio Blanco (dramaturgo)
Sergio Blanco (Montevideo, 30 de diciembre de 1971) es un dramaturgo y director teatral francouruguayo. Sus obras han sido representadas y galardonadas en varios países, entre ellas Tebas Land y La ira de Narciso. Su obra se caracteriza por la exploración y desarrollo teórico del género literario de la autoficción en el teatro. Es hermano de la actriz Roxana Blanco, que ha representado algunas de sus obras.

## Trayectoria[1]
Nació en Montevideo, donde pasó su infancia y adolescencia, y reside en París. Estudió Filología Clásica y Dirección Teatral, esta última en la Comédie-Française. Su primera obra fue La vigilia de los aceros o la Discordia de los Labdácidas (1998). En 2003 y 2007, entró en el repertorio de la Comedia Nacional de Uruguay, con las piezas 45' y Kiev. En 2008, con la escritura de Kassandra, un monólogo teatral protagonizado por el personaje mítico de Casandra, inauguró su investigación artística sobre la autoficción, que fue desarrollando con obras como Tebas Land (2012), Ostia (2015), La ira de Narciso (2015), Cartografía de una desaparición (2017) o El bramido de Düsseldorf (2017).
Desde 2008, es miembro de la Dirección de la Compañía de Artes Escénicas Contemporáneas COMPLOT. Sus obras han sido traducidas y representadas en numerosos países, entre ellos Uruguay, España, Argentina, Brasil, Estados Unidos, Francia o Reino Unido. Sus obras han sido premiadas por prestigiosos premios, como el Premio Nacional de Dramaturgia del Uruguay, el Premio Florencio al Mejor Dramaturgo, Premio Internacional Casa de las Américas, el Premio Theatre Awards al Mejor Texto en Grecia o el Award Off West End de Londres. En la temporada 2017-2018, el Teatro Nacional de Cataluña, bajo la dirección de Xavier Albertí, decidió dedicarle un ciclo, con la representación de Tebas Land, Cartografía de una desaparición y Kassandra, esta última dirigida por Sergi Belbel y protagonizada por Elisabet Casanovas.
Dicta seminarios y cursos en universidades e instituciones culturales de todo el mundo. Entre 2008 y 2014 trabajó para el Ministerio de Educación y Cultura de la República Francesa, coordinando y dirigiendo talleres de escritura. En 2013, fue designado director artístico del proyecto europeo Crossing Stages y fue invitado por la Comedia Nacional de Uruguay para dirigir el primer seminario de Dramaturgia Nacional. En 2014, el Instituto de Artes Escénicas de Uruguay le confió la dirección de una investigación de un año que giró en torno a la autoficción.

## Obras

### Teatro
- La vigilia de los aceros o la Discordia de los Labdácidas (1998)
- Die Brücke (1999)
- Slaughter (2000)
- 45' (2002)
- Kiev (2003)
- diptiko (vol. 1 y 2) (2005)
- Opus sextum (2006)
- Kassandra (2008)
- Barbarie (2009)
- El salto de Darwin (2011)
- Tebas Land (2012)
- Ostia (2015)
- La ira de Narciso (2015)
- Cartografía de una desaparición (2017)
- Campo Blanco (2017), junto a Matilde Campodónico.
- El bramido de Düsseldorf (2017)
- Tráfico 2018
- Cuando pases sobre mi tumba (2019)
- COVID 451 (2020)

### No ficción
- Autoficción. Una ingeniería del yo. Punto de Vista Editores. Madrid, 2018.